# كودلة
كودلة هي قرية في مقاطعة سردشت، إيران. يقدر عدد سكانها بـ 43 نسمة بحسب إحصاء 2016.